# В'ятрович Володимир Михайлович
Володи́мир Миха́йлович В'ятро́вич (нар. 7 червня 1977, Львів, Українська РСР, СРСР) — український історик, публіцист, політик, громадський діяч. Доктор філософії (кандидат історичних наук). Народний депутат України IX скликання.
Голова Українського інституту національної пам'яті (з 25 березня 2014 по 18 вересня 2019). Голова вченої ради Центру досліджень визвольного руху (Львів), член наглядової ради Національного музею-меморіалу жертв окупаційних режимів «Тюрма на Лонцького», ексдиректор Архіву Служби безпеки України (2008—2010), редактор наукового збірника «Український визвольний рух» (2003—2008). Пише статті для «Української правди» та порталу ТСН. Дослідник історії визвольного руху.
Депутат ВРУ IX скликання від Європейської солідарності. Став депутатом після складання Іриною Луценко свого мандату.

## Життєпис
1994—1999 — навчався на історичному факультеті Львівського університету (спеціальність — історія України).
У 2004 захистив кандидатську дисертацію «Закордонні рейди УПА в контексті реалізації антитоталітарної національно-демократичної революції народів Центрально-Східної Європи».
Листопад 2002 — березень 2008 — директор Центру досліджень визвольного руху (Львів).
2005—2006 — викладач в Українському католицькому університеті. Автор першого в Україні навчального курсу для вищої школи «Український визвольний рух 1920-1950-х років» для студентів історичних факультетів Українського католицького університету та Львівського національного університету ім. Івана Франка.
У 2004 році був членом львівського молодіжного опозиційного гурту «Опір Молоді». Пізніше, разом з іншими активістами організації, увійшов до «Чорної Пори».
Серпень 2005 — грудень 2007 — науковий співробітник Інституту українознавства ім. Крип'якевича НАН України.
Травень 2007 — січень 2008 — представник Українського інституту національної пам'яті у Львівській області.
2008 — науковий консультант міжнародного проєкту «Україна пам'ятає, світ визнає», присвяченого популяризації та міжнародному лобіюванню визнання Голодомору 1932—1933 років геноцидом.
Січень — жовтень 2008 — начальник архівного відділу Українського інституту національної пам'яті.
Січень — жовтень 2008 — радник з науково-дослідницької роботи голови СБУ.
Жовтень 2008 — березень 2010 — директор Галузевого державного архіву Служби безпеки України у Києві.
Із жовтня 2009 — член Наглядової ради Національного Музею-меморіалу жертв окупаційних режимів «Тюрма на Лонцького».
З березня 2008 — голова вченої ради Центру досліджень визвольного руху.
У 2010—2011 стажувався в Українському науковому інституті Гарвардського університету.
Редактор книги «Сотенний Бурлака» (Львів, 2000), один з авторів і відповідальний редактор виставки «Українська Повстанська Армія. Історія нескорених» (Львів, 2007).
Розкритикував фільм «Секрети Бандери» (автор — Світлана Усенко) через перекручення його автором фактів біографії героя, також, на його погляд, має місце тенденційний, неправдивий виклад характеру головного героя.
25 березня 2014 року призначений очільником Українського інституту національної пам'яті. 18 вересня 2019 року рішенням уряду його було звільнено з посади.
3 грудня 2019 пройшов до парламенту замість нардепа Ірини Луценко за списком «Європейської солідарності».

## Нагороди
- Нагороджений Хрестом Івана Мазепи (25 грудня 2009)[9].
- Лауреат премії імені Василя Стуса (2012) — за розкриття таємниць архівів радянської спецслужби від ЧК до КДБ та актуальну публіцистичну працю «Історія з грифом „Секретно“»[10].
- Лауреат літературної премії ім. Івана Кошелівця за дослідження «Про українсько-єврейську співпрацю в боротьбі за Незалежну Україну» (за 2008).
- Лауреат Книжкового рейтингу Національної спілки письменників України (2012).
- 2021 року отримав нагороду від канадського Літературного фонду імені Стенлі Пітерсона за книгу «The Gordian Knot. The Second Polish-Ukrainian War 1942–1947». (В Україні видання відоме як «Друга польсько – українська війна 1942 – 1947»).[11]

## Ставлення

### Схвалення
Був одним із організаторів політики Декомунізації в Україні, яка з кожним роком отримує все більше схвалення українців.
Є одним із найпопулярніших авторів на історичну тему в Україні. Так, його книгу «Наша столітня. Короткі нариси про довгу війну» (2023) було розпродано одразу після випуску. Ще кілька його книжок, зокрема «Україна. Історія з грифом таємно», «Війна і міф. Невідома Друга світова» входять до перелік найпопулярніших книг в Україні. А книга «За лаштунками „Волині-43”. Невідома польсько-українська війна» отримала схвальні відгуки від української громади Польщі.
У США книгу Володимира В'ятровича та Любомира Луцюка «Enemy Archives: Soviet Counterinsurgency Operations and the Ukrainian Nationalist Movement – Selections from the Secret Police Archives» визнали найкращим історичним матеріалом за 2022-2023 роки.

### Критика
У 2019 році Слідчим комітетом Росії було порушено кримінальну справу проти нього за фактом "реабілітації нацизму" (ст. 354.1 ч.2 КК РФ). Активними критиками історика виступають також колишні проросійські політичні діячі В. Медведчук, Є. Мураєв, В. Колесніченко та інші.
Потрапляв під критику українських (зокрема професор Ярослав Грицак та доктор історичних наук Данило Яневський), російських, польських й американських істориків, які звинувачують В'ятровича у політичній ангажованості при висвітленні дій ОУН та УПА та використовуванні риторики та ігноруванні фактів, хоча такі закиди заангажовані, упереджені та без доказів.[прояснити]
Низкою представників ізраїльської, американської та британської історіографії (зокрема канадський історик українського походження Джон-Пол Химка) Володимир В'ятрович критикується за «фальсифікацію історії» та «упереджене ставлення до історії українського націоналізму». Американський політолог Джон Коен пише в своїй статті: «Володимир В'ятрович стирає расистську та криваву історію країни — вириває з офіційних архівів погроми та етнічні чистки» (англ. Volodymyr Viatrovych is erasing the country's racist and bloody history — stripping pogroms and ethnic cleansing from the official archives).
Американські історики ізраїльського походження Омер Бартов і Тарік Кирил Амар стверджують, що автор намагається виправдати протиправні дії ОУН щодо євреїв, які за їх оцінкою мали місце в історії.

## Праці

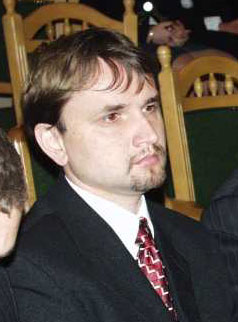
В'ятрович, жовтень 2006

### Монографії
- Рейди УПА теренами Чехословаччини. — Львів, 2001.
- Ставлення ОУН до євреїв: формування позиції на тлі катастрофи. — Львів, 2006.
- Польсько-українські стосунки в 1942—1947 роках у документах ОУН та УПА (відповідальний редактор та упорядник). — Львів: Центр досліджень визвольного руху, 2011.

### Книги
- Історія з грифом «Секретно». — Київ: Києво-Могилянська академія, 2011.
- «Друга польсько-українська війна. 1942—1947». — Київ: Києво-Могилянська академія, 2011; друге, оновлене видання — 2012.
- «Історія з грифом «Секретно»: Нові сюжети». — Київ: Києво-Могилянська академія, 2012.
- «Історія з грифом «Секретно»: українське XX століття». — Київ: Наш формат історії, 2013.
- «Україна. Історія з грифом «Секретно»». — Харків: — Клуб сімейного дозвілля, 2014.
- «За лаштунками «Волині - 43. Невідома польсько-українська війна». — Харків: Клуб сімейного дозвілля, 2016.
- «Нотатки з кухні «переписування історії».» —Київ: Наш Формат, 2021.
- «(Не)історичні миті. Нариси про минулі сто років». — Харків: — Клуб сімейного дозвілля, 2023.
- «Наша столітня. Короткі нариси про довгу війну». — Ранок, Фабула, 2023.

### Книги у співавторстві
- В. В'ятрович, Р. Забілий, І. Дерев'яний, П. Содоль. Українська Повстанська Армія. Історія нескорених / Відп. ред. та упоряд. В. В'ятрович. — 2-ге вид., випр. та доп. — Львів: Центр досліджень визвольного руху, 2008. — 352 c.
- О. Зінченко, В. В'ятрович, М. Майоров.«Війна і міф. Невідома друга світова». — Харків: Клуб сімейного дозвілля, 2016.
- Enemy Archives: Soviet Counterinsurgency Operations and the Ukrainian Nationalist Movement – Selections from the Secret Police Archives. 2023 by Volodymyr Viatrovych (Editor), Lubomyr Luciuk (Editor), Marta Olinyk (Translator), Marta Daria Olynyk (Translator)

### Редакції
- Армія безсмертних. Повстанські світлини / ред. В'ятрович В. та Мороз В. — Львів: НАН України. Інститут українознавства ім. І. Крип'якевича, 2002. — 220 с.